# Чо Сик
Чо Сик (кор. 조식?, 曺植?; 26 июня 1501 — 8 февраля 1572, псевдоним Наммён, кор. 남명) — корейский учëный, философ, педагог и поэт XVI века. Один из выдающихся неоконфуцианских учëных среднего периода династии Чосон, работы и произведения которого оказали большое влияние на жителей восточной и северной Кореи. Вдохновитель антияпонского сопротивления. Представитель последней правящей династии Кореи Чосон.

## Избранные произведения
- Наммёнджип (남명집 南冥集)
- Наммён хакки (남명학기 南冥學記)
- Синмёнсадо (신명사도 神明舍圖)
- Пхахан чапки (파한잡기 破閑雜記)
- Наммён хакки юпхён (남명학기유편 南冥學記類編)
- Наммёнга (남명가 南冥歌)
- Квонсонджирога (권선지로가 勸善指路歌)